# La Chute de l'ange (film)
Pour les articles homonymes, voir La Chute de l'ange.
Pour plus de détails, voir Fiche technique et Distribution.
La Chute de l'ange (Melegin düsüsü) est un film turc réalisé par Semih Kaplanoğlu, sorti en 2005.
Il remporte la Montgolfière d'or au Festival des trois continents 2005.

## Fiche technique
- Titre original : Melegin düsüsü
- Titre français : La Chute de l'ange
- Réalisation : Semih Kaplanoğlu
- Scénario : Semih Kaplanoğlu
- Pays d'origine :  Turquie
- Format : couleurs - 35 mm
- Genre : drame
- Durée : 122 minutes
- Date de sortie : 2005

## Distribution
- Tülin Özen : Zeynep
- Budak Akalin : Selçuk
- Musa Karagöz : Müfit
- Engin Dogan : Mustafa
- Yesim Ceren Bozoglu : Funda
- Özlem Turhal : Nilgün

## Distinction
- Montgolfière d'or au Festival des trois continents 2005.